# Entremets

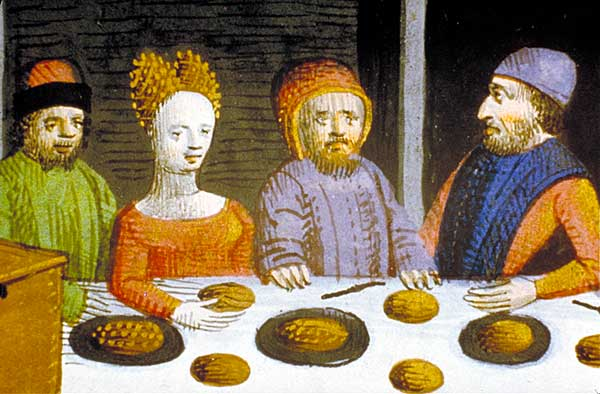
Entremets du Moyen Âge tardif.

L'entremets est un plat servi entre deux autres mets (entre 2 mets), d'où son nom et le "S" à entremets même au singulier.
On trouve parfois la dénomination pré-dessert pour ce plat.
L'« entremétier » est le cuisinier de la brigade de cuisine chargé des entremets.

## Évolution de la définition

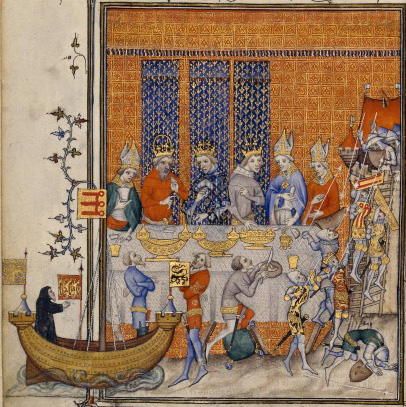
Service des entremets dans les Grandes Chroniques.

Entremets indique au XIIe siècle les divertissements et intermèdes qui interviennent entre les mets, dans l'intervalle des repas.  
Dès le XIIIe siècle, il désigne le mets d'accompagnement servi entre les mets principaux.  
À partir du XVIIe siècle, il désigne la série de plats servis après le rôti et mangé avant le dessert composé de petits fours et de confitures. La première édition du Dictionnaire de l'Académie française précise en 1694 : « ce qui se sert sur table après le rôti et avant le fruit ; ce qui est ordinairement composé de ragousts. » 
Au XIXe siècle, il est servi avec le rôti et constitue le second service. Émile Littré précise « pâtisseries, œufs, fritures, salades, etc. Il y avait huit entremets. ». On distinguait deux groupes : 
- Les entremets verts : salades ou légumes cuits ;
- Les entremets sucrés : gâteaux ;

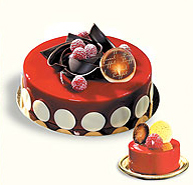
Entremets pâtissier

Au XXe siècle, les entremets sont sucrés.  Servis après le fromage et avant le dessert proprement dit, ou de plus en plus en tant que dessert, ils sont divisés en trois groupes : 
- 1. Les entremets chauds : crèmes, soufflés, puddings soufflés, crêpes, croûtes, omelettes sucrées, beignets, charlottes, fruits cuits
- 2. Les entremets froids : crèmes, flans, bavarois, charlottes, puddings, gelées
- 3. Les entremets avec glaces : glaces, coupes, parfaits, mousses, biscuits glacés, bombes glacées, soufflés glacés, sorbets[2].